# Врублевський Петро Юрійович
Петро Юрійович Врублевський (нар. 15 липня 1970, Київ) — український дипломат. Надзвичайний і Повноважний Посол України у Казахстані (2020 — 2022).

## Життєпис
Народився 15 липня 1970 року у місті Києві. У 1992 році закінчив Інститут міжнародних відносин Київського національного університету імені Тараса Шевченка, міжнародні відносини, референт-перекладач з французької мови
У 1992—1993 рр. — співробітник юридичної фірми «Проксен», м. Київ
У 1993—1994 рр. — консультант представництва юридичної фірми «B.C.Toms & Co.», м. Київ
У 1994—1996 рр. — юрист АТ «Фінанси та кредит», м. Київ
У 1997—1997 рр. — третій секретар відділу з питань контролю звичайних збройних сил Управління контролю над озброєнням та роззброєнням МЗС України
У 1997—1999 рр. — третій секретар Посольства України в Республіці Індонезія
У 2000—2000 рр. — третій секретар відділу з питань контролю звичайних збройних сил Управління контролю над озброєнням та роззброєнням МЗС України
У 2000—2002 рр. — другий секретар відділу ВТС та експортного контролю Управління контролю над озброєннями та військово-технічного співробітництва МЗС України
У 2002—2004 рр. — другий секретар, перший секретар Посольства України в Королівстві Таїланд
У 2004—2005 рр. — заступник начальника управління — начальник відділу дипломатичних представництв Управління державного протоколу Міністерства закордонних справ України
У 2005—2008 рр. — завідувач відділу Служби Державного Протоколу і Церемоніалу Секретаріату Президента України
У 2008—2013 рр. — радник Посольства України в Соціалістичній Республіці В'єтнам
У 2014—2014 рр. — радник Міністра Кабінету Міністрів України Секретаріату Кабінету Міністрів України
У 2014—2015 рр. — начальник Управління протоколу Секретаріату Кабінету Міністрів України;
У 2015—2016 рр. — заступник директора Департаменту міжнародного співробітництва та протоколу — начальник Управління протоколу Секретаріату Кабінету Міністрів України
У 2016—2018 рр. — перший заступник начальника Управління протоколу, завідуючий відділом міжнародних заходів Секретаріату Кабінету Міністрів України
У 2018—2018 рр. — заступник директора департаменту міжнародного торговельно-економічного співробітництва та європейської інтеграції — начальник управління співробітництва з Європейським Союзом департаменту міжнародного торговельно-економічного співробітництва та європейської інтеграції Міністерства економічного розвитку і торгівлі України
У 2018—2020 рр. — радник-посланник Посольства України в Республіці Білорусь
10 вересня 2020 року — призначений Надзвичайним і Повноважним Послом України в Республіці Казахстан.
18 жовтня 2022 року — був звільнений з посади посла за наполяганням казахстанської сторони, через скандал з інтерв'ю посла.

### Скандал з інтерв'ю зі словами про вбивство росіян
У серпні 2022 року під час вторгнення Росії в Україну, в інтерв'ю казахстанському блоґеру Діасу Кузаїрову, зокрема, повідомив, що українці намагаються вбити якомога більше росіян та повторив відомі слова громадського активіста Романа Ратушного (загинув у червні): «чим більше ми вб'ємо росіян зараз, тим менше доведеться вбивати нашим дітям». Інтерв'ю викликало протести представників російської влади та проросійських організацій у Казахстані. 5 вересня міністерство закордонних справ Казахстану повідомило, що Врублевський після висловленого йому «невдоволення» вибачився за свої слова та пояснив їх «підвищеним емоційним станом» через війну. Міністерство закордонних справ Казахстану передало Україні «принципову позицію щодо провокаційної поведінки пана Врублевського» та прохання про призначення нового посла.